# Òwix
Òwix és un grup de música d'estil folk rock del sud del País Valencià amb origen a Callosa d'en Sarrià.

## Història[2]
El recorregut d'Òwix comença l'any 1994, quan obtenen el primer premi al concurs Tirant de Rock, organitzat per Acció Cultural del País Valencià a Sant Vicent del Raspeig. Hi destaquen amb una versió de la cançó popular La manta al coll. A més, com a part del guardó, formen part del disc compartit dels grups guanyadors del concurs, anomenat Tirant de Rock. (Òwix, Obrint Pas, Anselmos i The Jam Ones).
El primer disc La Senda del Cel va ser gravat a Benidorm el 1995 als estudis Hollywood en format analògic de 24 pistes Studer i editat per l'Ajuntament de Callosa d'en Sarrià i produït per Ovidio López. A la presentació del disc van participar Vicent Torrent (Al Tall) i Lluís el Sifoner i, al concert de València del 9 d'octubre de 1995 “per la tolerància i el valencià”, Owix compartix cartell amb Ovidi Montllor, Al Tall, Carraixet, Paco Muñoz, Urbalia Rurana, Dropo, Lluís Miquel,etc.
La segona etapa d'Òwix s'enceta l'any 2000 quan Ximo Guardiola i Pere Samblas romanen en una formació a la qual s'hi afegixen Eugènia Saval i Tòfol Pla. L'any següent editen el segon disc Al País Valencià (Vaso Music 2001) i es presenta pels principals festivals en català del 2001 com: l'Acampada Jove a Arbúcies, el Senglar Rock a Montblanc i les festes del Barri de Gràcia de Barcelona. L'any 2002 hi entra la veu i viola Antonella Llorens i en 2003 OWIX arriba a la final del Concurs Sona9 en l'apartat Cançó d'autor (sota el nom de Ximo Guardiola) celebrat a Figueres i organitzat per TV3 i Catalunya Ràdio.
El tercer disc Bullirà el mar ix al mercat l'any 2006 i es presenta en directe a Ràdio 9 al programa "Alta Fidelitat" d'Amàlia Garrigós. Per llavors el grup ja compta amb les noves incorporacions de Sam Sanchis, Marieta Soler, Inma Ortuño, Oscar Guiu i Albert Saval així com amb la col·laboració de Miquel Gil. La presentació a Callosa d'en Sarrià va ser a la sala "l'Aixarà". Bullirà el mar és un disc homenatge a la cançó, on destaca la versió de "l'Estaca" de Llach i "Estime l'Ovidi" dedicada a Ovidi Montllor. Es presenta als festivals de Catalunya, com al concert aniversari del Racó Català a Granollers, i a la Franja de Ponent.
De la mà de Capicua Produccions, el 2009 s'edita el CD+DVD Òwix 15 anys, 2 hores de concert en directe al Palau Altea més un documental. Entre 2010 i 2011 Òwix es troba amb concerts diversos, com a la presó de Villena, concert directe en acústic a Ràdio 9, aparicions a Nydia del Canal 33, Concert al Palau Ducal de Gandia, aparició al programa Encontres de Canal 9 o concert homenatge a Ovidi Montllor a Alcoi, i presentacions del DVD recopilatori als principals auditoris on va ser gravat, concloent el 2011 al Palau Altea amb Òwix acompanyat de la Banda de Música Primitiva i la Colla de Dolçainers el Pinyol de Callosa d'en Sarrià amb vora cent músics sobre l'escenari. A banda, Ximo Guardiola compon un "Concert Per a Guitarra Elèctrica i Orgue" i Òwix actua a favor de la restauració de l'orgue de Callosa (s.XVII).
A finals de 2013 es presenta TriologiOWIX: tres concerts en directe, tres estils diferents:
- OWIX en acústic. En directe al Palau Altea, rememorant la gira SimfOwix 2009, però en acústic.
- OWIX rock a la Taska l'Albarda de Polop.
- OWIX + Banda Primitiva de Callosa d'en Sarrià. Directe al Palau Altea, acompanyats per la Banda de Callosa, dirigida per J.S Berenguer Domènech (membre fundador d'Owix). Destaquen les versions de la Muixeranga, Manta al Coll d'Owix i Al País Valencià. També es va interpretar el pasdoble reivindicatiu del mestre Bernabé Sanchis Sanz "Detectiu Terratrèmol".

Al 2019 presenten el disc Salut! al Festival Nyespro-Rock  2019 en Callosa d'en Sarrià. En 2021 Maldito Records edita el setè disc d'estudi d'OWIX Bruixes! que és un homenatge a les dones perseguides i maltractades al llarg de la història.
Al 2024, OWIX han celebrat 30 anys amb un concert solidari per ajudar al poble valencià, pel desastre humanitari de la Dana. Les vendes del disc "Rareses 1994-2024" aniran destinades a les ajudes per la Dana.

## Owix i documentals
La música d'Òwix apareix en diversos documentals i curtmetratges. En concret la cançó “Història de Joglars” apareix a "Mur Viu" de Samuel Sebastián i "Rere les passes del Rei" d'Eduard Torres. També s'ha posat banda sonora a diferents projectes documentals d'Eduard Torres com "Rere les passes del Rei", "El xiquets no volen la guerra", "Parlem del 3 d'abril" i "Hospital Sueco Noruec" (del pintor Antoni Miró).
El videoclip "Callosa S.O.S" està filmat en super 8mm pel realitzador Marc Martí (Kitsch). Documental "Owix 15 anys" de Ximo Guardiola (2009). Documental "Bruixes!" (2021) de Ximo Guardiola.

## Discografia
- 1. tirant de Rock (Generalitat Valenciana, 1994)
- 2. La senda del cel (Hollywood, 1994)[18]
- 3. Al País Valencià (Vaso Music, 2002)[3]
- 4. Bullirà el mar (El corral del Burron Produccions, 2006)[19]
- 5. Owix 15 anys (Capicua, 2009) Dvd + cd
- 6. Salut! (El corral del Burron Produccions, 2019)
- 7. Bruixes! (Maldito Records, 2021)
- 8. Rareses (1994-2024). (El corral del Burron Produccions, 2024)